# محمدرسول قاضی‌محمدف
ماگومد رسول گاژی ماگومدف (روسی: Магомедрасул Газимагомедов؛ زادهٔ ۸ آوریل ۱۹۹۱) یک کشتی‌گیر اهل روسیه در دسته‌های ۷۰ و ۷۴ کیلوگرم کشتی آزاد است. او قهرمان دو دورهٔ مسابقات قهرمانی کشتی جهان در سال‌های ۲۰۱۵ و ۲۰۱۸، و برندهٔ مدال طلای بازی‌های اروپایی ۲۰۱۵ است. 
او در دیدار پایانی مسابقات قهرمانی جهان ۲۰۱۵ لاس وگاس توانست حسن یزدانی کشتی‌گیر ایرانی را شکست دهد و نخستین شکست یزدانی در رقابت‌های جهانی را بر وی تحمیل کند.

## مسابقات قهرمانی کشتی جهان ۲۰۱۸
قاضی‌محمدف در وزن ۷۰ کیلوگرم کشتی آزاد مسابقات قهرمانی کشتی جهان ۲۰۱۸ بوداپست حاضر بود که مصطفی کایا از ترکیه، هایسلان گارسیا از کانادا، بات-اردنین بیامبادورج از مغولستان و زورابی ایاکوبیشویلی از گرجستان را شکست داد و به فینال رسید. وی در فینال آدام باتیروف کشتی‌گیر روسی الاصل کشور بحرین را شکست داد و مدال طلا وزن ۷۰ کیلوگرم را بدست آورد.